# 三好始
三好 始（みよし はじめ、1916年（大正5年）1月10日 - 没年不明）は、昭和期の教育者、政治家。参議院議員（1期）。

## 経歴
香川県綾歌郡、のちの昭和村（綾南町を経て現綾川町）で三好亀太郎の長男として生まれる。1933年（昭和8年）香川県立木田農林学校（戦後、香川県立木田農業高等学校となるも廃校）を卒業し、さらに1938年（昭和13年）香川県立青年学校教員養成所を卒業。1943年（昭和18年）7月、高等試験行政科試験に合格した。
香川県立飯山農業学校（現香川県立飯山高等学校）教諭、同香川農業学校（現香川県立高松南高等学校）教諭、香川青年師範学校教官などを務めた。
1947年（昭和22年）4月の第1回参議院議員通常選挙に香川県地方区から国民協同党公認で出馬して当選し、参議院議員に1期在任した。この間、国民協同党政務調査会副会長、国民民主党政務調査会副会長、改進党参議院議員会副会長、参議院経済安定委員長などを務めた。1953年（昭和28年）4月の第3回通常選挙に立候補したが落選した。
その他、三好農村問題研究所長を務めた。
1986年（昭和61年）春の叙勲で勲三等旭日中綬章受章。

## 著書
- 『本当の力がつく自主学習のすすめ 体験的学習論』文芸社、2003年7月1日 ISBN 9784835560663